# 秦由香里
秦 由香里（しん ゆかり、1969年2月18日 - ）は、日本の女優、声優。

## 来歴・人物
東京都で生まれ千葉県で育つ。
1992年に円演劇研究所入所、1994年に演劇集団 円の会員に昇格、2015年に退団。
身長164cm、体重49kg。血液型はB型。
特技は日本舞踊、殺陣、櫓太鼓、マラソン。声域はアルトからメゾソプラノ。

## 主な出演作品

### 舞台
1993年
- 鴉よ、おれたちは弾丸をこめる
- 三人姉妹（演劇集団円 演出 村田大）
- 骨を抱いて - 渋江いね 役

1994年
- くすくすわっはっはっ（演劇集団円 こどもステージ 演出 小森美巳） - なめ茸 役
- 県人会寮榎荘物語（演劇集団円) - 浴衣の女 役
- ベッドルーム・ファース

1995年
- ねこ・こんさるたんと（演劇集団円 こどもステージ 演出 村田大） - んと 役
- ラッキイマン（作中島淳彦 演出 青山勝 東京芸術劇場） - 社長秘書 役

1996年
- 三文オペラ（演劇集団円 演出 村田大） - ドリー 役

1997年
- あらしのよるに（1997年 - 2000年、演劇集団円 こどもステージ 演出 小森美巳） - オオカミ 役

2000年
- 動員挿話（劇団新人会） - 鈴子 役

2001年
- シラノ・ド・ベルジュラック（演劇集団円 演出 渡邊守章） - リーズ 役
- -長州幕末青春譜- 百年一瞬（演劇集団円 作・演出 宋英徳） - お小夜 役
- ハルピン帰りのヤスケ（演出 岩村久雄 東京芸術劇場） - 金森礼子 役

2002年
- マルフィ公爵夫人（演劇集団円 訳・演出 安西徹雄） - ジュリア 役

2003年
- マクロプロス 300年の秘密（演劇集団円） - クリスティナ 役

2004年
- -鏡花万華鏡-風流線（演劇集団円） - お妻 役
- 日々の敵（劇団新人会） - 吉井設子 役

2005年
- 聖者のお水（作ジョン・M・シング アリストパネス・カンパニー） - モリー・バーン 役
- 二十日鼠と人間（HARIGAYA PRODUCE） - カーリーの妻 役

2007年
- 男やもめのスラム団地（作バーナード・ショー アリストパネス・カンパニー） - ブランシュ 役

2009年
- 狂ったキッス-接触への熱望-（作チョ・ガンファ 演出 鐘下辰男 あうるすぽっと） - ヨンエ 役
- 戯れの恋（作バーナード・ショー アリストパネス・カンパニー） - ジュリア・クレイヴン 役

2010年
- シーンズ フロム ザ ビッグ ピクチュアー （演劇集団円）- シャロン・ローザー 役
- HAPPY MAN-1862上海大冒険-（作マキノノゾミ 演出 磯村純 青年座劇場） - 吉田松陰、李秀成 役

2011年
- 未だ定まらず（演劇集団円 作・演出 前田司郎）  - 澤田 役

2016年
- -近代能楽集- 葵上（作三島由紀夫 演出 篠本賢一 東京オペラシティ・近江楽堂） - 六条康子 役

2017年
- 仮名手本忠臣蔵 -全段通し-（作竹田出雲 三好松洛 並木千柳 演出 篠本賢一 シアターX）- 顔世御前 役

### リーディング
- 卒塔婆小町（2004年、国立能楽堂11月公演・特集小町）
- 葉っぱのフレディ〜いのちの旅〜（2005年、演出 福澤富夫 佐倉市民音楽ホール）
- 凶家（2009年、作イ・ヘジュ 演出 篠本賢一  シアタートラム） - 厠御寮 役
- 仮名手本忠臣蔵 -全段通し-（2015年、作竹田出雲 三好松洛 並木千柳 演出 篠本賢一 浅草・木馬亭） - お軽 役
- 五重奏（2015年、作キム・ユンミ 演出 保木本佳子  シアタートラム） - ヨンオク 役
- 若い軟膏 〜ア・ラブ・ストーリー〜（2017年、作ユン・ミヒョン 演出 関根信一  座・高円寺1）
- ぼんくらと凡愚（2018年、作キム・サンヨル 演出 シライケイタ  シアタートラム）
- 刺客列伝（2019年、作パク・サンヒョン 演出 川口典成 座・高円寺1）

### テレビドラマ
- ビジネスマン空手道 〜お父さんの逆襲!〜（1995年、NHK）
- 寿司、食いねエ!2（1996年、CX）
- 金曜エンタテイメント『ざけんなョ!!10』（1996年、CX）
- 火曜サスペンス劇場 『新・女検事 霞夕子8 二粒の火』（1996年、NTV）
- 最後の家族旅行（1996年、TBS）
- ガラスの靴（1997年、NTV）
- 監察医薮野善次郎 3 死体は知っている（1997年、TBS） - 森本久美 役
- 火曜サスペンス劇場 『小京都ミステリー・吉備津鳴釜殺人事件』（1998年、NTV） - 加島安代 役
- スチュワーデス刑事 2（1998年、CX） - 松井睦子 役
- 土曜ワイド劇場 『牟田刑事官事件ファイル24』（1998年、EX） - 伊藤真奈美 役
- 金曜エンタテイメント『女浮気調査員 暮林陽子』（1998年、CX） - 八文字彩子 役
- 金曜エンタテイメント『山村美紗サスペンス 赤い霊柩車シリーズ11・棺の中の花嫁』（1999年、CX） - 南田千津 役
- 金曜エンタテイメント『京都祇園入り婿刑事事件簿5』（1999年、CX） - 高村美也子 役
- 舞妓さんは名探偵! 『京都映画村爆破事件』（1999年、EX） - 早川麻矢子 役
- ストレートニュース 第3話（2000年、NTV） - 真奈美 役
- 大江戸を駈ける! 第6話（2001年、TBS） - お蝶 役
- 3年B組金八先生 第6シリーズ 17話（2002年、TBS） - 本田奈津美の母 役
- 京都迷宮案内4 明神川の妻（2002年、EX） - 鳥塚公美 役
- 月曜ミステリー劇場 『女三人乱れ咲き!氷川きよし追っかけツアー殺人事件』（2003年、TBS） - 室田ひろみ 役
- 女と愛とミステリー 『京女刑事・真行寺メイ1』（2003年） - 田川啓子 役
- 水曜ミステリー9 『作家・如月祥子の事件ルポ』（2005年、TX） - 北川法子 役
- 土曜ワイド劇場 『火災調査官・紅蓮次郎8』（2008年、EX） - 恩田加奈 役
- Around40〜注文の多いオンナたち〜（2008年、TBS） - 久保亮子 役
- 水曜劇場 『浅見光彦〜最終章〜』第1話（2009年、TBS） - 宮坂マツ 役
- リアル・クローズ（2009年、CX） - 大野 役
- 臨場 続章（2010年、EX） - 太田佐知子 役
- 土曜ワイド劇場 『警視庁捜査一課長〜ヒラから成り上がった最強の刑事!1』（2012年、EX） - 小林早紀 役

### テレビアニメ
- 名探偵コナン（1998年） - 内田麻美 役[4]

### ラジオドラマ
- 三国志
- 青春アドベンチャー 『着陸拒否』 NHK－FM - ブレンダ 役

### 吹き替え

#### 映画
- カンニバルシスターズ - ヒラリー・ケンプトン 役
- 危険な女 - マリリン 役
- キョンシーvsくノー - ティンケイ　役
- スパイダー - トレーシー 役
- PROFILE
- ホーンテッドオフィス - シャン 役
- Y2K

#### テレビドラマ
- ER X 緊急救命室 #12『新生児ICU』 - ケイト（ミシェル・ノ） 役
- ER XIV 緊急救命室 #8『もう戻れない』 - ジェーン（ハンナ・カーティス） 役
- カリフォルニア・ドリーム
- 傷だらけの報復 - サラ 役
- 絹の疑惑 シルク・ストーキング - アニー 役
- 15の不思議な物語 - メアリー 役
- ジュール・ベルヌの冒険 - ブリジット 役
- 第一容疑者 - デボラ 役
- 北京バイオリン 『金の卵』 - 母 役
- 名探偵モンク3 - 12号 パット 役
- 名探偵モンク4 - クララ 役
- ロズウェル - 星の恋人たち - ジョディ・アン 役